# Filippo Ganna
Filippo Ganna (Verbania, 1996. július 25. –) olasz profi kerékpárversenyző, jelenleg az Ineos Grenadiers csapatában teker. Kétszeres időfutam világbajnok, pályakerékpárban olimpiai bajnok.

## Pályafutása
Ganna édesapja, Marco is olimpikon volt, így hamar megtanulta az edzések fontosságát. A sport iránti szeretete a kezdetekben a magassága miatt a kosárlabdával és a röplabdával kezdődött, majd 14 éves korában kezdett el komolyabban foglalkozni a kerékpározással. 
2015-ben robbant be a köztudatba, amikor meglepetésként megszerezte a világbajnoki címet egyéni üldözőversenyban pályakerékpáron. Emiatt a következő évben részt vehetett a riói olimpián és megkísérelte megvédeni világbajnoki címét, azonban második helyen végzett végül. Ebben az évben azonban sikerült felhívnia magára a figyelmet az országúton is: az U23-as Párizs–Roubaix-n győzedelmeskedni tudott, így 2017-re leszerződtette a UAE Team Emirates. Azonban továbbra is nagy hangsúlyt fektetett a pályakerékpáros kerékpárjára, így sikerült 2018-ban ismét világbajnokká válnia, majd a címét sikeresen megvédte kétszer is. 2019 novemberében megdöntötte Ashton Lambie világrekordját is a számban, majd ez még sikerült kétszer is megjavítania, de 2021 augusztusában Lambie a mexikói magaslaton visszaszerezte a rekordot. 
2019-ben eligazolt a Team Ineos csapatába és a BinckBank Touron meg is szerezte első World Tour-győzelmét, illetve olasz bajnok lett egyéni időfutamban. A világbajnokságon is elindult, és Rohan Dennis, illetve Remco Evenepoel mögött a harmadik helyen végzett az időfutamon. Az igazi áttörést a 2020-as év hozta meg számára, hiszen az imolai világbajnokságon immáron sikerült megnyernie az időfutamot 26 másodperces előnnyel Wout van Aert előtt. Továbbá részt vehetett első Grand Tourján és rögtön az első szakaszként megrendezett időfutamot meg tudta nyerni, így az összetettben is az első helyen állt és felvehette a rózsaszín trikót. Később az ötödik szakaszt is sikerült a szökésből megnyernie nagy meglepetésre, hiszen a hegyi etapok eddig nem tartoztak Ganna erősségei közé.  A két szakaszgyőzelme után a 16. és a 21. szakaszokon megrendezett időfutamokat is sikerült könnyedén megnyernie, így első Grand Tour versenyét hazájában négy szakaszgyőzelemmel sikerült befejeznie.
A 2021-es évben Gannára három nagy verseny várt: a Giro d’Italia, az olimpia majd pedig a világbajnokság. A Girót ugyanúgy kezdte mint egy évvel azelőtt, ismét meg tudta nyerni az első szakaszt és ezzel ismét felvehette a rózsaszín trikót. A befejezés is hasonlóra sikerült, hiszen az utolsó szakaszt ismét meg tudta nyerni.
Az olimpián több versenyszámban is érdekelt volt, hiszen országúton az időfutamverseny esélyesének számított, de pályakerékpárban is a csapat üldözőverseny egyik éremesélyese volt az olasz csapattal. Az időfutam végül nem neki kedvezett, csupán az ötödik helyen zárt. Pályakerékpáros jelenése azonban sokkal sikeresebbnek bizonyult, hiszen már az elődöntőből is új világcsúcsot érő idővel jutott az olasz csapat a döntőbe a férfi csapat üldözőversenyen. A döntőben Dánia csapata jobban kezdett és a táv nagy részén ők voltak előnyben, de végül az olasz csapat hajrájának köszönhetően egy hajszállal sikerült legyőzniük a dánokat egy újabb világrekorddal, így Ganna más olimpiai bajnoknak is mondhatta magát.
Az olimpia után következett a flandriai világbajnokság, ahova Ganna az egyéni időfutamban címvédőként érkezett és ő számított az egyik fő esélyesnek Wout van Aert mellett. A verseny végül az ő kettejük csatájáról szólt, de végül Ganna 6 másodperces előnnyel meg tudta előzni van Aertot a belga hazai pályáján, így sikeresen megvédte világbajnoki címét.

## Eredmények

### Országúti-kerékpár

#### Többnapos versenyek
| Grand Tourok             |      |      |      |      |      |
| Grand Tour               | 2017 | 2018 | 2019 | 2020 | 2021 |
| Giro d’Italia            | –    | –    | –    | 61   | 118  |
| Tour de France           | –    | –    | –    | –    | –    |
| Vuelta ciclista a España | –    | –    | –    | –    | –    |
| Egyhetesek               |      |      |      |      |      |
| Verseny                  | 2017 | 2018 | 2019 | 2020 | 2021 |
| Párizs–Nizza             | –    | –    | –    | –    | –    |
| Tirreno–Adriatico        | 148  | 132  | 103  | 116  | 71   |
| Katalán körverseny       | –    | –    | –    | ×    | –    |
| Baszk körverseny         | –    | –    | –    | ×    | –    |
| Tour de Romandie         | –    | –    | 84   | ×    | 80   |
| Critérium du Dauphiné    | –    | –    | –    | –    | –    |
| Tour de Suisse           | –    | Ki   | –    | ×    | –    |

#### Egynapos versenyek
| Monumentumok                    |      |      |      |      |      |
| Verseny                         | 2017 | 2018 | 2019 | 2020 | 2021 |
| Milánó–Sanremo                  | –    | 161  | 114  | 74   | 64   |
| Flandriai körverseny            | –    | Ki   | 98   | –    | –    |
| Párizs–Roubaix                  | –    | Ki   | Ki   | ×    | –    |
| Liège–Bastogne–Liège            | –    | –    | –    | –    | –    |
| Giro di Lombardia               | –    | –    | –    | –    | –    |
| Klasszikusok                    |      |      |      |      |      |
| Verseny                         | 2017 | 2018 | 2019 | 2020 | 2021 |
| Omloop Het Nieuwsblad           | –    | Ki   | –    | –    | –    |
| Strade Bianche                  | –    | –    | –    | –    | –    |
| Gent–Wevelgem                   | Ki   | 43   | Ki   | –    | –    |
| Amstel Gold Race                | –    | –    | –    | ×    | –    |
| La Flèche Wallonne              | –    | –    | –    | –    | –    |
| Clásica San Sebastián           | –    | –    | –    | ×    | –    |
| Grand Prix Cycliste de Québec   | –    | –    | –    | ×    | –    |
| Grand Prix Cycliste de Montréal | –    | –    | –    | ×    | –    |

#### Bajnokságok és világversenyek
| Bajnokságok                             |      |      |      |      |      |
| Verseny                                 | 2017 | 2018 | 2019 | 2020 | 2021 |
| Olimpiai játékok – mezőnyverseny        |      |      |      |      | –    |
| Olimpiai játékok – időfutam             |      |      |      |      | 5    |
| Világbajnokság – mezőnyverseny          | –    | –    | –    | –    | –    |
| Világbajnokság – időfutam               | –    | –    | 3    | 1    | 1    |
| Európa-bajnokság – mezőnyverseny        | Ki   | –    | –    | –    | Ki   |
| Európa-bajnokság – időfutam             | 9    | 12   | 6    | –    | 2    |
| Olasz nemzeti bajnokság – mezőnyverseny | Ki   | Ki   | 38   | –    | –    |
| Olasz nemzeti bajnokság – időfutam      | 12   | 2    | 1    | 1    | 4    |